# Parapetrobius azoricus
Parapetrobius azoricus (лат.) — вид насекомых из семейства махилисов отряда древнечелюстных.
Питается водорослями, выброшенными на берег или оказавшимися там из-за отлива.

## Распространение
Живёт в зоне скалистой супралиторали. Известны две изолированные субпопуляции с небольшой площадью ареала на Азорских островах. Одна из них населяет группу скал Формигаш, расположенных в 37 км к юго-востоку от Санта-Марии, а другая — прибрежный каменистый участок на острове Пику.
МСОП присвоил таксону охранный статус «Уязвимые виды» (VU). Угрозой для него считается возможное повышение уровня моря вследствие изменения климата.